# 雷文斯福德 (北卡羅萊納州)
雷文斯福德（英語：Ravensford）是位於美國北卡羅萊納州斯溫縣的非建制地區。

## 歷史
雷文斯福德的郵局於1919年設立，其後於1943年停運。

## 地理
雷文斯福德所處的海拔為高於海平面663米（即2175英呎），而該地所採用的時區為UTC-5，即北美东部时区（EST）。同時該地設有夏令時間，為UTC-5調快一小時，即UTC-4（EDT）。